# Granuloma
Granuloma, em patologia, são pequenos nódulos de caráter inflamatório formados especialmente por macrófagos, mas que também podem conter outros leucócitos, e servem para isolar bactérias, fungos ou substâncias estranhas insolúveis que o organismo foi incapaz de expulsar.

## Características
O granuloma é composto por macrófagos, células epitelioides, células gigantes e cercado por linfócitos T e, em alguns casos por plasmócitos também.
Com o tempo alguns granulomas podem fazer a substituição de macrófagos por fibroblastos (células produtoras de colágeno) e aumentar progressivamente as fibras de colágeno formando uma cápsula e deixando uma cicatriz. Conforme as células morrem elas se calcificam e aparecem no Raio X.

## Causas

Granuloma causado por tuberculose com necrose caseosa no centro.

Infecções que formam granulomas incluem:
- Tuberculose,
- Hanseníase,
- Infecção por Mycobacterium avium
- Histoplasmose,
- Algumas Pneumonias,
- Esquistossomose,  Leishmaniose cutânea
- Sífilis,
- Sarcoidose,
- Doença da arranhadura do gato,
- Listeriose

Também podem ser sintomas de doenças não-infecciosas como febre reumática, artrite reumatoide ou doença de Crohn.

## Granuloma epitelioide
Há dois tipos de granulomas que se diferem quanto a patogenia: os epitelioides e os de corpo estranho. Em geral os granulomas residuais são assintomáticos, e não incapacitante as atividades habituais.
Os granulomas epitelioides, ou granulomas imunes, são característicos de partículas insolúveis, tipicamente microorganismos que são capazes de induzir uma resposta imune. Os macrófagos fagocitam tais agentes e apresentam antígenos aos linfócitos T. Servem para impedir a disseminação destes agentes e apresentam célula gigante do tipo Langhans. Pessoas imunocomprometidas são incapazes de formar tais granulomas, alastrando assim a doença, tendo um pior prognóstico.´

## Granuloma de corpos estranhos
Os granulomas de corpos estranhos são classicamente resposta a uma substância estranha que o corpo não consegue expulsar, como suturas, e ganham sua característica devido ao fato do agente agressor ser grande demais para ser fagocitado por um único macrófago. Há menor quantidade de células epitelioides e as células gigante são do tipo Corpo Estranho.